# Угаров, Виктор Александрович
Ви́ктор Алекса́ндрович Уга́ров (род. 7 ноября 1986) — российский легкоатлет, специалист по бегу на длинные дистанции и марафону. Выступает на профессиональном уровне с начала 2010-х годов, бронзовый призёр чемпионата России, победитель и призёр ряда крупных стартов на шоссе.

## Биография
Виктор Угаров родился 7 ноября 1986 года. Выступал за Иркутск и Курск. Окончил в 2009 году Иркутский государственный университет по специальности «математические методы в экономике», в 2019 году закончил Магистратуру Курского государственного университета факультета физической культуры и спорта.
Первого серьёзного успеха на взрослом всероссийском уровне добился в сезоне 2012 года, когда с результатом 1:04:22 выиграл бронзовую медаль на чемпионате России по полумарафону в Омске, прошедшем в рамках традиционного XVII Омского полумарафона-гандикапа — уступил здесь только Андрею Лейману и Евгению Пищалову.
В 2013 году финишировал седьмым на чемпионате России по полумарафону в Уфе (1:08:19) и на Сибирском международном марафоне (2:21:50). В 2014 году занял пятое место на Волгоградском марафоне памяти Бориса Гришаева (2:20:19), был четвёртым на Сочинском полумарафоне (1:06:49).
На чемпионате России по марафону 2015 года, прошедшем в рамках Казанского марафона, с личным рекордом 2:17:39 пришёл к финишу седьмым. Помимо этого, получил серебро на Сочинском полумарафоне (1:07:26), выиграл марафон в японской Канадзаве, но из-за отстранения российских спортсменов в конечном счёте его результат аннулировали.
В 2016 году взял бронзу на XVIII марафоне «Курский соловей» (2:42:16). В 2017 году стал третьим на Международном марафоне «Европа — Азия» в Екатеринбурге (2:21:13). В 2018 году показал седьмой результат на Московском марафоне (2:23:21).
На чемпионате России по марафону 2019 года, прошедшем в рамках Казанского марафона, с результатом 2:18:17 пришёл к финишу восьмым. Также занял девятое место на Московском марафоне (2:22:21).

### Личная жизнь
Женат на известной российской бегунье Кристине Угаровой (Халеевой).
- Падчерица Полина (род. 2010)
- Дочь Катерина (род. 2018)